# 希瓦 (烏茲別克斯坦)
希瓦，舊譯基發，古名花剌子模（波斯語：خوارزم；Khorasam、Khoresm、Khwarezm、Khwarizm、Khwarazm或Chorezm）
是烏茲別克境內的一個綠洲城市，由花拉子模州負責管轄。希瓦位於該國西部，始建於2,500年前，曾經是花剌子模及希瓦汗國的首都。海拔高度109米，受大陸性氣候影響，每年平均降雨量90至100毫米，2005年人口55,568。
位於希瓦的伊欽卡拉（文，1990年）是乌兹别克的第一項文化遗产。

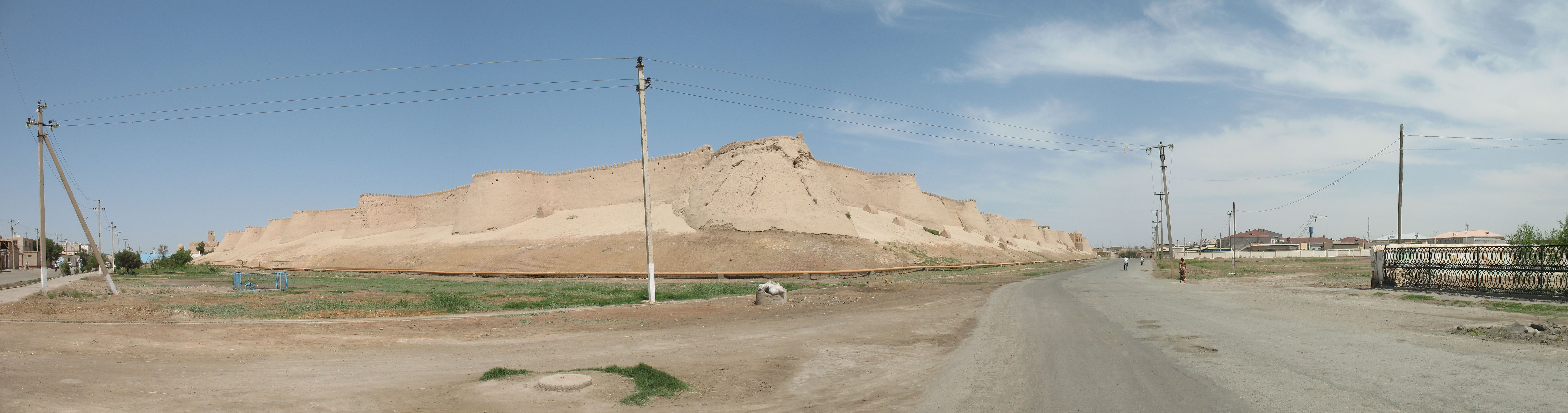

## 參看
- 花剌子模

## 外部連結
- Images and travel impressiones along the Silk Road - Khiva （页面存档备份，存于）

41°23′N 60°22′E / 41.383°N 60.367°E